# Hôpital militaire et bourgeois de Haguenau
Cet ancien hôpital militaire et bourgeois, devenu un hôpital militaire, une prison pour femmes, une caserne puis le siège de l'IUT de Haguenau et de médiathèque municipale, est un monument historique situé à Haguenau, dans le département français du Bas-Rhin.

## Localisation
Ce bâtiment est situé au 24, rue André-Traband à Haguenau.

## Historique

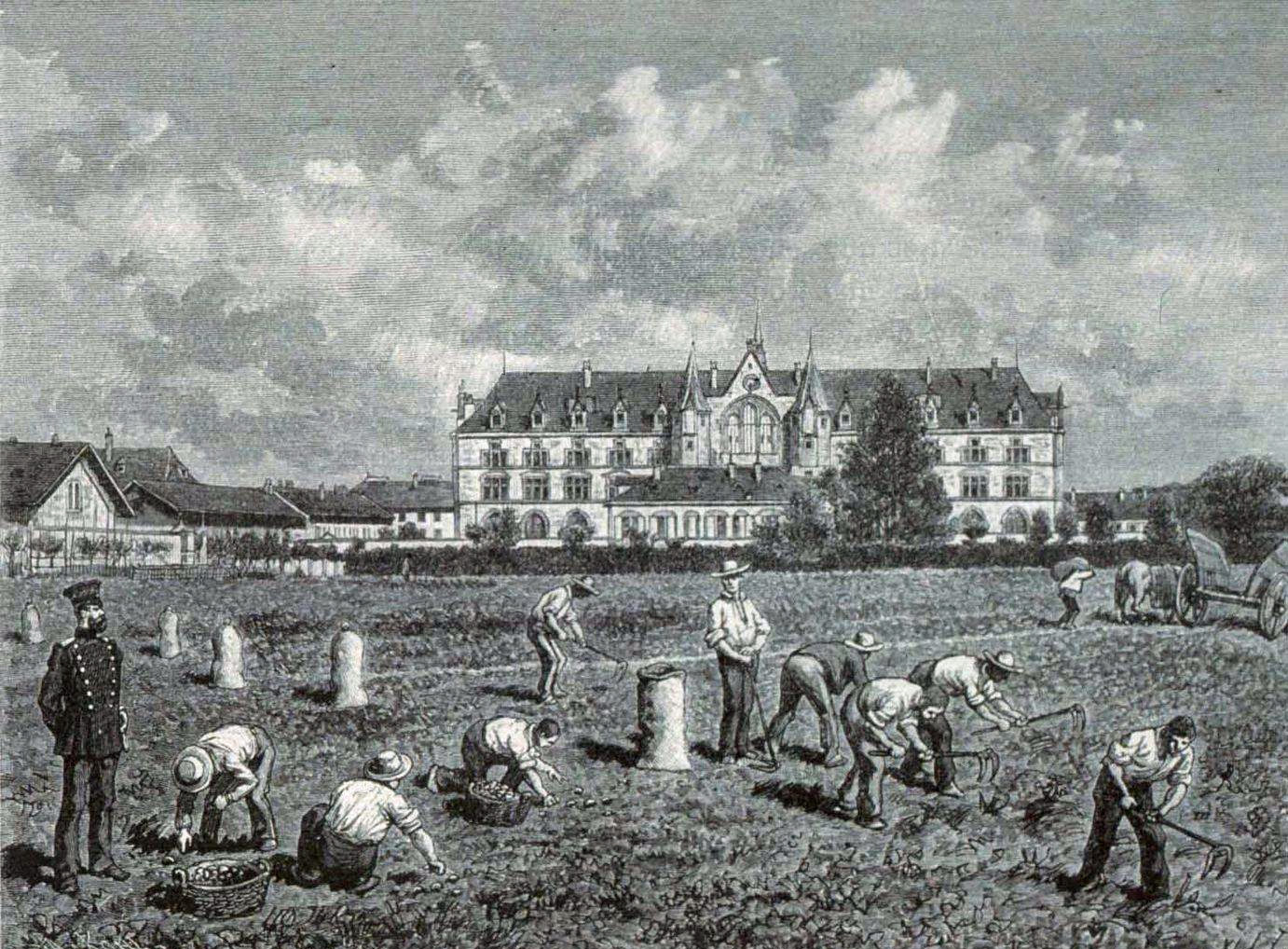
Pénitencier de Haguenau (1889).

Le bâtiment fut construit entre 1783 et 1788, à l’initiative de l’Intendant d’Alsace, sur les plans de Charpentier, directeur des Ponts et Chaussées. Il était destiné aux militaires de la province ainsi qu’aux bourgeois de Haguenau. En 1788, une ordonnance royale supprime les hôpitaux militaires régionaux. Si l'endroit continue d'abriter des soldats blessés ponctuellement pendant la Révolution et l’Empire, l'ordonnance lui retira sa fonction principale d’hôpital. En 1812, il servit de dépôt de mendicité pour le département, puis de caserne entre 1815 et 1818.
En 1822 les locaux furent confiés au ministère de la Justice qui les transforma en maison centrale pour femmes (Violette Nozière y fut incarcérée durant les cinq première années de sa peine en 1935 et 1940).
Cette prison a été jusqu'en 1957 la maison centrale pour femmes la plus importante de France. Elle a officiellement fermé par décret du 24 août 1960, même si, fin 1959, la population carcérale semble déjà avoir été transférée à la maison centrale de Rennes. Par la suite, l'établissement a été transformé afin d'accueillir des détenus (hommes ou femmes) à problèmes psychiatriques : le Centre pénitentiaire de réadaptation a officiellement ouvert le 21 avril 1964. Il a servi jusqu'à sa fermeture totale, en 1986.
Désaffecté durant quelque temps, il est partiellement démoli, avant d'accueillir l'IUT de Haguenau en 1996, puis la médiathèque municipale.
L'édifice fait l'objet d'une inscription au titre des monuments historiques depuis 1990.

## Architecture
Son plan a été fait de telle sorte à être un bâtiment fonctionnel et régulier. Ce bâtiment de style de Louis XVI est émaillé de motifs néo-classiques, de triglyphes, de guirlandes et de pommes de pin. Tout cela est concentré sur le portail central. Les bâtiments étaient construits en grès, briques, pierres avec briques de remplissage, avec un toit à longs pan, et croupe, recouvert d'ardoises et de tuiles. Il comprend un sous-sol, trois étages carré et une voûte d'arêtes en couvrement.

## Incarcérées connues
- Marie Lefebvre, entre 1926 et 1934
- Violette Nozière, entre 1935 et 1940
- Pauline Dubuisson, entre 1953 et 1959
- Lucien Léger

## Cinéma
La plus grande partie du film prisons de femmes de 1958 se déroule à la maison centrale de Haguenau.